# Галендеев, Валерий Николаевич
Вале́рий Никола́евич Галенде́ев (12 мая 1946, Горький, СССР — 24 января 2024, Санкт-Петербург) — советский и российский театральный педагог, театральный режиссёр, профессор, доктор искусствоведения; заслуженный деятель искусств Российской Федерации (2001), лауреат Государственной премии России (2003), Международной премии Станиславского (2003), премии Правительства Санкт-Петербурга (2008), премии им. Андрея Толубеева (2013), высшей театральной премии Санкт-Петербурга Золотой софит (2017).

## Биография
Валерий Галендеев родился в городе Горький (ныне Нижний Новгород). После окончания восьмого класса средней общеобразовательной школы № 29 в 1961 году поступил во вновь открывшееся Горьковское театральное училище на специальность «Артист драматического театра и кино» (мастерская Николая Александровича Левкоева). В 1963 году, ещё будучи семнадцатилетним студентом третьего курса, по настоянию своего педагога по сценической речи Людмилы Александровны Булюбаш начал преподавать сценическую речь на курсе Виталия Александровича Лебского. Также с 1963 года параллельно с учёбой и преподаванием несколько лет работал актёром в Театре драмы им. Горького, играл в спектаклях Ефима Табачникова, Леонида Белявского, Бориса Гершта.
В 1965 году Галендеев окончил Горьковское театральное училище и, продолжая педагогическую деятельность, поступил на заочное отделение театроведческого факультета ЛГИТМиК.

### Ленинградский государственный институт театра, музыки и кинематографии (ныне РГИСИ)
В 1971 году Валерий Галендеев окончил театроведческий факультет ЛГИТМиК (тема дипломного сочинения: «Дублинские трагедии Шона О’Кейси»). В том же году поступил в аспирантуру ЛГИТМиК по кафедре сценической речи (тема вступительного реферата: «Телевизионный спектакль Анатолия Эфроса „Борис Годунов“ (речевой анализ)»), окончил в 1975 (научный руководитель — А. Н. Куницын).
С 1972 года начал преподавать в ЛГИТМиК сценическую речь. Работая на курсах разных мастеров (в числе которых Л. А. Додин, А. И. Кацман, В. М. Фильштинский, С. Д. Черкасский, Л. В. Грачёва, Г. Р. Тростянецкий), воспитал не одно поколение талантливых артистов, среди которых Пётр Семак, Сергей Курышев, Игорь Иванов, Игорь Скляр, Сергей Власов, Наталья Акимова, Татьяна Рассказова, Ирина Тычинина, Сергей Козырев, Анжелика Неволина, Игорь Черневич, Владимир Селезнёв, Алексей Девотченко, Ксения Раппопорт, Елизавета Боярская, Данила Козловский и др.
«Очевидно, что Галендеев — не просто педагог по сценической речи. Он такой же Мастер, как Кацман, как Додин. На его занятиях мы фактически учились играть, учились актёрскому мастерству.»
— Алексей Девотченко, российский актёр театра и кино, заслуженный артист Российской Федерации

С 1999 по 2019 годы заведовал кафедрой сценической речи ЛГИТМиК (затем СПбГАТИ, ныне РГИСИ). Проводил мастер-классы в России и за рубежом. 
«Валерий Галендеев в современном театре стал законодателем в той важнейшей части театрального искусства, которая связана со словом. Он многократно предъявлял чудеса своей техники, открывал через слово, через интонацию и звуковую окраску душу человека. Он научил своих артистов пользоваться этой сложнейшей и опасной техникой.»

— Анатолий Смелянский, доктор искусствоведения, ректор Школы-студии МХАТ

### Академический Малый Драматический Театр — Театр Европы
С 1979 года Валерий Галендеев по приглашению Льва Додина начал работать педагогом-репетитором, а затем и режиссёром в Малом драматическом театре, став сподвижником и соавтором постановок Додина. При его участии созданы спектакли МДТ: «Дом», «Братья и сестры», «Gaudeamus», «Бесы», «Клаустрофобия», «Пьеса без названия», «Московский хор», «Жизнь и судьба», «Бесплодные усилия любви», «Повелитель мух» (спектакль 2009 г.), «Варшавская мелодия», «Три сестры», «Дядя Ваня», «Король Лир», «Коварство и любовь», «Враг народа», «Вишневый сад» (спектакль 2014 г.), «Гамлет», «Страх Любовь Отчаяние» и др. Галендеев также работал режиссёром-ассистентом оперных постановок Додина: «Электра», «Леди Макбет Мценского уезда», «Мазепа», «Пиковая дама», «Демон», «Саломея».

С сентября 1999 года занимал должность заместителя художественного руководителя МДТ — Театра Европы. 
«Я горд, что имел и имею счастье уже или ещё более сорока лет дружить с ним, сотрудничать с ним, соавторствовать с ним, учить или пытаться учить вместе с ним и учиться у него непрерывно и всегда. И, наконец, в течение почти сорока лет рождать, развивать и продолжать вести вместе с ним художественное дело, которое называется сегодня Малый драматический театр — Театр Европы. Такие редко возникающие на театральном, культурном и общественном горизонте художественные личности, как Валерий Николаевич Галендеев, дают надежду, что театральное искусство России-Европы-Мира, что культура, основанная на основных европейских христианских ценностях, несмотря ни на что, будет жить и излучать чудотворную энергию.»

— Лев Додин, советский и российский театральный режиссёр, народный артист России, лауреат государственных премий СССР и РФ
Умер 24 января 2024 года в возрасте 77 лет.

## Постановки

### Малый драматический театр — Театр Европы
- 2018 — «Вакханалия. Пастернак. Исследование первое»[8] (Цикл спектаклей — исследований «…да не судимы будете») Режиссёр — В. Галендеев, сценарий Л. Додина, В. Галендеева, И. Евсеева, сценографическая идея — А. Боровский;
- 2019 — «Кровь книги. Флобер. Исследование второе»[9] (Цикл спектаклей — исследований «…да не судимы будете») Режиссёр — В. Галендеев, сценарий Л. Додина, В. Галендеева, И. Евсеева, художник — А. Боровский;
- 2021 — «Из фрески ВЕЧНОСТЬ». Вечер поэзии. Поэты-шестидесятники, их учителя и предтечи.[10] Режиссёр — В. Галендеев, художник — А. Боровский.

### Санкт-Петербургская филармония
- 2016 — «Неизвестный друг»[11] по одноимённому произведению Ивана Бунина. Режиссёр — В. Галендеев, художник по свету — Г. Фильштинский, художник по костюмам — А. Герман;
- 2019 — «1926»[12] Переписка Марины Цветаевой с Борисом Пастернаком и Райнером Марией Рильке. Поэма «Крысолов». Художественный руководитель и автор идеи — В. Галендеев, режиссёр — А. Дамскер, художник по свету и сценограф — Г. Фильштинский, художник по костюмам — А. Герман;
- 2016, 2019, 2020, 2021 — «Жёлтые звёзды» к международному дню памяти жертв Холокоста. Режиссёр — В. Галендеев.

### Санкт-Петербургский Городской Театр
- 2016 — «Двойное непостоянство»[13] Этюды по комедии Мариво. Режиссёры — В. Галендеев, Л. Мочалина.

## Книги
- Галендеев В. Н. — Работа Вл. И. Немировича-Данченко над авторским словом: диссертация кандидата искусствоведения. — Ленинград, 1976. — 174 с.
- Галендеев В. Н. — Учение К. С. Станиславского о сценическом слове. — Л.: ЛГИТМИК, 1990. — 147 с.
- Галендеев В. Н. — Метод и школа Льва Додина. — СПб : Изд-во СПбГАТИ, 2004. — 79 с. — ISBN 5-88689-013-0
- Галендеев В. Н. — Не только о сценической речи. — СПб : Изд-во СПбГАТИ, 2006. — 382 с. — ISBN 5-88689-025-4
- Галендеев В. Н., Алферова Л. Д. — Диалоги о сценической речи. — СПб : Изд-во СПбГАТИ, 2008. — 118 с. — ISBN 978-5-88689-042-6
- Коллективная монография: Галендеев В. Н., Шор Ю. М. и др. — Сценическая речь. Теория. История. Практика: к 50-летию педагогической работы В. Н. Галендеева. — СПб : Изд-во СПбГАТИ, 2013.— 278 с. — ISBN 978-5-88689-089-1
- Галендеев В. Н. — Лев Додин. Метод, школа, творческая философия. — СПб : Изд-во СПбГАТИ, 2014. — 158 с. — ISBN 978-5-88689-097-6
- Галендеев В. Н. — Сценическая речь — Школа — Театр. Избранные работы о сценическом искусстве. — СПб : Изд-во РГИСИ, 2016. — 526 с. — ISBN 978-5-88689-114-0
- Коллективная монография: Бруссер А. М., Галендеев В. Н. и др.; редакторы-составители Бруссер А. М., Прокопова Н. Л. — Речевое творчество актёра: данность и предчувствие. — СПб : Изд-во РГИСИ, 2017. — 598 с. — ISBN 978-5-88689-120-1
- Сборник, составитель Ливнев Д. Г. — Сценическое действие. К изучению дисциплины (ГИТИС — студентам. Учебники. Учебные пособия) — М: Изд-во ГИТИС, 2018. — 175 с. — ISBN 978-5-91328-249-1
- Галендеев В. Н., Алферова Л. Д. — Диалоги о сценической речи: 2003–2023 гг.: К 60-летию педагогической деятельности В. Н. Галендеева. — СПб : Изд-во РГИСИ, 2024. — 136 с.